# Mauro Facci

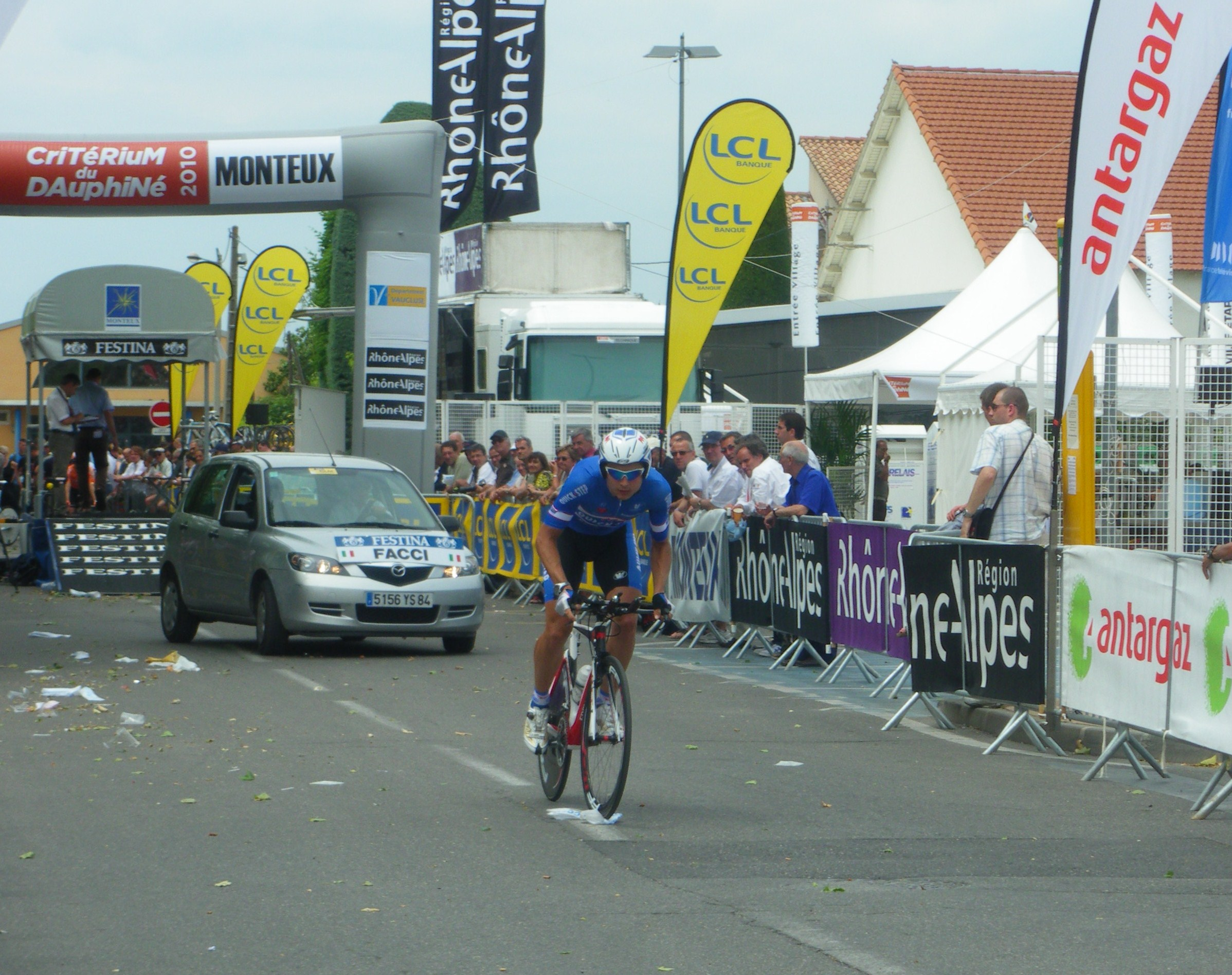
Mauro Facci

Mauro Facci (Vicenza, 11 de mayo de 1982) es un ciclista italiano que fue profesional entre 2003 y 2010.

## Biografía
Mauro Facci se convirtió en profesional en el equipo Fassa Bortolo en 2003. Logró su mejor resultado en este equipo en marzo de 2007, cuando ganó la contrarreloj por equipos para tomar el segundo puesto en la Semana Internationale Coppi y Bartali
En 2006, tras la desaparición del Fassa Bortolo, Facci se unió al Barloworld. Luego obtuvo algunos buenos resultados en carreras de un día, incluyendo un tercer lugar en la Clásica Haribo y un sexto lugar en el G. P. Pino Cerami. En 2007, se unió al Quickstep-Innergetic, en el que jugó el papel esencial de gregario.

## Palmarés
2008
- Gran Premio Briek Schotte

## Resultados en Grandes Vueltas
| Carrera         | 2003 | 2004 | 2005  | 2006 | 2007 | 2008  | 2009  | 2010  |
| --------------- | ---- | ---- | ----- | ---- | ---- | ----- | ----- | ----- |
| Giro de Italia  | -    | -    | -     | -    | 34.º | 115.º | 108.º | 121.º |
| Tour de Francia | -    | -    | 144.º | -    | -    | Ab.   | -     | -     |
| Vuelta a España | -    | -    | -     | -    | -    | -     | -     | -     |

-: no participa
Ab.: abandono